# 23. studenoga
23. studenoga (23. 11.) 327. je dan godine po gregorijanskom kalendaru (328. u prijestupnoj godini).
Do kraja godine ima još 38 dana.

## Događaji
- 858. – Focije postavljen za carigradskog patrijarha. U njegovo doba doći će do prvog crkvenog raskola Zapadne i Istočne Crkve godine 864.
- 1627. –Isusovački red osnovao je gimnaziju u Rijeci, nakon što je prva utemeljena u Zagrebu 1607. godine.
- 1823. – U Münchenu su arhitekt Friedrich Gärtner i slikari Karl Jospeh Stieler, Peter von Hess i Domenico Quaglio osnovali umjetničko društvo. Ubrzo su slična udruženja stvorena u Berlinu i Düsseldorfu. Njima je njemačko građanstvo pokušalo suprotstaviti građansko-realističku umjetnost umjetnosti usmjerenoj na održanje monarhističkog poretka.
- 1847. – Hrvatski postao službeni jezik. Ivan Kukuljević Sakcinski na zasjedanju Hrvatskoga sabora upozorio je na potrebu uvođenja službenog jezika u javne službe.
- 1889. – Louis Glass, direktor Pacific Phonograph Co. predstavilo je u palači Royal Saloon u San Franciscu prvi MUSICBOX. Sastojao se od aparata za snimanje te aparata za reprodukciju glazbe s 4 slušalice. Aparat se aktivirao ubacivanjem kovanica. Svaku slušalicu koristila bi jedna osoba.
- 1890. – Desetogodišnja Wilhelmina postala je nakon smrti svoga oca Wilhelma III. kraljica Nizozemske. Do punoljetnosti (1898.) regentstvo je vodila njezina majka kraljica Emma. Wilhelmina je za svoje 50-godišnje vladavine (do 1948.) pridonijela učvršćivanju konstitucionalne monarhije i istovremeno demokratizirala političke institucije.
- 1909. – Kineski princ ČUN koji je, umjesto svoga sina trogodišnjeg cara Pu Jia, vodio poslove kineske vlade pokušao je učvrstiti svoju moć novom podjelom guvernerskih mjesta u pokrajinama.
- 1920. – U njemačkom gradu Darmstadtu otvorena je "Škola mudrosti" za stvaranje novog čovjeka. Njezin je osnivač poznati pisac i filozof grof Herman Keyseling.
- 1944. – Američka 7. armija pod zapovjedništvom generala Alexandera M. Patca osvojila je Strassbourg i tako se domogla Rajne.
- 1946. – Bombardiranjem sjevernovijetnamskog grada Haiponga počeo je Vijetnamski rat. Komunistički vođa Ho Ši Min proglasio je 1945. na sjeveru zemlje nezavisnu Demokratsku Republiku Vijetnam, dok je jug ostao pod francuskom kontrolom. Konflikt u koji su se 1964. uključile i SAD-e, završen je 1975. pobjedom komunista.
- 1947. – Najveći zrakoplov na svijetu XC-99 uspješno je obavio prvi, probni let. Zrakoplov je bio dugačak 56 metara, a raspon krila mu je bio 70 metara.
- 1971. – Izglasovan opći štrajk hrvatskih sveučilištaraca u sklopu hrvatskoga proljeća.
- 1991. – 257 branitelja i civila krenulo iz opkoljenog Laslova u proboj prema slobodnom Ivanovcu. Sljedeći dan Laslovo je okupirala srpska paravojska predvođena Željkom Ražnatovićem Arkanom i do temelja ga razorila.
- 1991. – Hrvatski predsjednik Franjo Tuđman, srbijanski predsjednik Slobodan Milošević i čelni čovjek JNA general Veljko Kadijević, uz posredovanje predstavnika Ujedinjenih naroda Cyrusa Vancea u Ženevi potpisali sporazum o prekidu vatre
- 2003. – Na Hrvatskim parlamentarnim izborima najviše glasova dobio HDZ koji je nakon toga u koaliciji s nekoliko manjih stranaka sastavio Vladu.

| - 912. – Oton I. Veliki, prvi njemačko-rimski car († 976.) - 1752. – Maksimilijan Vrhovac, hrvatski biskup († 1827.) - 1804. – Franklin Pierce, 14. američki predsjednik († 1869.) - 1887. – Boris Karloff, američki glumac († 1969.) - 1890. – El Lissitzky, ruski slikar i arhitekt († 1941.) - 1920. – Paul Celan, njemački liričar († 1970.) - 1943. – Josip Pino Glažar, hrvatski nogometni sudac († 2017.) - 1979. – Ivica Kostelić, hrvatski alpski skijaš - 1985. – Viktor Ahn, južnokorejski i ruski klizač - 1991. – Bastos, angolski nogometaš - 1992. – Miley Cyrus, američka glumica i pjevačica - 1994. – Dejana Milosavljević, hrvatska rukometašica | - 1457. – Ladislav V. Posmrtni, ugarsko-hrvatski i češki kralj - 1703. – Mitrofan Voronješki, ruski svetac (* 1623.) - 1804. – Ivan Mane Jarnović, hrvatski skladatelj i violinist (* 1747.) - 1921. – John Boyd Dunlop, škotski veterinar i pronalazač (* 1840.) - 1966. – Grigor Vitez, hrvatski pjesnik, dječji pisac, prevoditelj (* 1911.) |